# Rudolf von Ems
Rudolf von Ems (Vorarlberg, c. 1200 – Itália?, 1254) foi um poeta da Áustria medieval.
Foi um dos mais eruditos, brilhantes e populares poetas de sua geração. Seu estilo foi inspirado em Gottfried von Strassburg, e seus conceitos sobre moral se baseiam na obra de Hartmann von Aue. Dele são conhecidos cinco longos poemas: Der gute Gerhard, sua obra-prima, um poema realista versando sobre a vida de um comerciante que, a despeito de suas origens burguesas, tem todo o valor e o refinamento cortesão de um cavaleiro arturiano; Barlaam und Josaphat, uma versão cristã da história de Buda; e três poemas épicos, Willehalm von Orlens, Alexanderroman e Weltchronik, obra ambiciosa na feição das crônicas universais, que deixou inacabada.